# Ari Stidham
Ari Stidham (Westlake Village, 22 augustus 1992) is een Amerikaans acteur, filmproducent, filmregisseur en scenarioschrijver. 

## Biografie
Stidman werd geboren in Westlake Village in een gezin van twee kinderen, en op vierjarige leeftijd begon hij met het leren van pianospelen en later leerde hij ook het bespelen van gitaar en trompet. Stidman leerde het acteren aan het American Conservatory Theater program in San Francisco. Hij nam voor drie jaar deel aan het Kingsmen Shakespeare Festival aan het California Lutheran University in Thousand Oaks. Stidham is ook actief in het beoefenen van karate, zo heeft hij hierin de zwarte band gehaald.

## Carrière
Stidham begon in 2009 met acteren in de korte film Jack's Box, waarna hij nog meerdere rollen speelde in films en televisieseries. Hij is vooral bekend van zijn rol als Sylvester Dodd in de televisieserie Scorpion waar hij in 93 afleveringen speelde (2014-2018). 

## Filmografie

### Films
Uitgezonderd korte films.
- 2023 Foil - als Felix de manager
- 2022 Dealing with Dad - als Aaron
- 2021 5150 - als radiopresentator
- 2012 Kidnap Party - als officier aan telefoon

### Televisieseries
Uitgezonderd eenmalige gastrollen.
- 2020 The Martian Broadcast - als Orson Welles - 6 afl.
- 2014-2018 Scorpion - als Sylvester Dodd - 93 afl.
- 2016-2017 Insecure - als Cameron - 2 afl.
- 2015 Con Man - als 1ste klas nerd - 3 afl.
- 2010 Huge - als Ian Schonfeld - 10 afl.

### Filmproducent
- 2023 Just a Little Blues About a Girl - korte film
- 2023 Love Is Dead - korte film
- 2021 5150 - film
- 2018 Clara's Ghost - film
- 2016 You and Me in the Desert - korte film
- 2016 Curse of the Siren - film
- 2014 Trigger Thomas - korte film

### Filmregisseur
- 2016 You and Me in the Desert - korte film
- 2016 Curse of the Siren - film

### Scenarioschrijver
- 2023 Love Is Dead - korte film
- 2016 You and Me in the Desert - korte film
- 2016 Curse of the Siren - film
- 2011 Talon's Rant - film

- Library of Congress Control Number: no2018004933
- Virtual International Authority File: 1749151656185808400001
- WorldCat: E39PBJtRM894MgDvd96FH8Qg8C